# 2017年西爪哇地震
2017年西爪哇地震，是2017年12月16日发生于印度尼西亚西爪哇省打横县西南部海域的一场地震。是次地震震中位于东经108.02度，南纬7.73度，震级为MW 6.5级，震源深度约为91.9千米。
美国地质调查局指出，本次地震是一场走滑型地震，震中处于印度洋板块中部附近。在此次地震中，印度尼西亚爪哇岛大部地区震感强烈。主震发生后，附近又发生多次余震。印尼政府在地震发生后曾一度发布海啸警报，但随后取消。当次地震在印尼全国共计夺走了3人的生命，另外还造成7名居民受伤。

## 地质背景
印度尼西亚是地震多发的国家，是印度洋板块和欧亚板块动力碰撞的影响区。印度洋板块以约50~70mm/yr的速度向东北运动，与欧亚板块碰撞汇聚于班达弧，形成了巽他—爪哇海沟。并在爪哇和苏门答腊陆块之间形成了绵延3000千米的断裂带和活火山群。
本次地震震中接近爪哇岛南部海域的构造边界，历史上该地区地震活动频繁。除本次地震外，历史上该地区附近曾还发生过1943年中爪哇地震、1994年爪哇地震和2004年印度洋大地震等多次灾害性地震。其中，2004年12月发生在印度洋东部的MS 8.7级大地震是这一海域有观测纪录以来发生的规模最大的地震，也是有史以来震级最高的地震之一。有地震学家指出，印度洋东部洋域本身具备的海洋深度、断层上下错动的特征十分有利于巨大海啸的发生，因而该地域具有很高的地震与海啸危险性。

## 震害情况
这场地震发生在印度尼西亚西部时间2017年12月15日23时47分，地震持续了近2分钟。地震震中位于人口稠密的印度尼西亚爪哇岛，约有9000万人感知到了此次地震，许多居民因而仓皇逃离住所。地震发生时属于当地的深夜时间。一位中国游客描述称，地震发生时“突然房间开始晃动，站不稳，头晕，窗口在不停地响。”一位名叫玛丽娜的当地妇女在感知到地面震动后慌忙地叫醒丈夫和儿子，就在一家人逃出家门的一瞬间，她的住家完全垮塌。茂物居民阿尼（Arni）表示，“我最初只是觉得头晕，可是却发现地面一直在摇。最后我意识到发生了一场地震。”据报道，印尼首都雅加达在此次地震中有明显震感，万隆和日惹等地也有震感。
地震发生之后，震中附近沿岸地区观测到了潮位升高，印尼政府随之向西爪哇、日惹、中爪哇等地沿岸发布了海啸警报。中国国家海洋局海啸预警中心于16日0时整发布海啸信息，指出地震可能会在震源周围引发海啸，但由于震中洋域位于印度洋，因而不会对中国沿岸构成影响。爪哇岛南部沿岸居民在听闻印尼当局发布的海啸警报后向高处撤离，城市街道因此出现了严重拥堵现象。但中国国家海洋局于16日1时43分确认当次地震没有引发海啸。印尼有关部门则在稍后宣布此次地震并没有引发海啸，海啸警报于同日2时26分遭到解除。印尼当局旋即建议因海啸警报而进入避难所避难的居民返回家中。
地震造成达奚可马腊亚地区部分房屋倒塌，震中附近上百座建筑物遭到不同程度的破坏。万由马士的一家医院受到地震毁损。西爪哇省的8所小学建筑因地震影响受到不同程度损坏，多所小学在地震中倒塌。据印尼减灾部门的统计，本次地震致使该国西爪哇省有2人死亡，6人受伤，17幢房屋严重受损，59幢房屋中度受损，10幢房屋轻微受损。而在中爪哇省，则有1人死亡，1人重伤，26幢房屋严重受损或倒塌，6幢房屋中等受损。全印尼共计有228座房屋严重受损，152座中度受损，97座轻度受损，另有473座受损房屋的震害情况不明。爪哇岛地区有数百座行政办公楼、清真寺或其他公共设施受到地震影响不能正常使用。印尼抗灾署发言人在一份新闻稿中表示，地震中的三名死者来自震中附近的西爪哇省和中爪哇省，均是因房屋倒塌被埋死亡。

## 观测研究

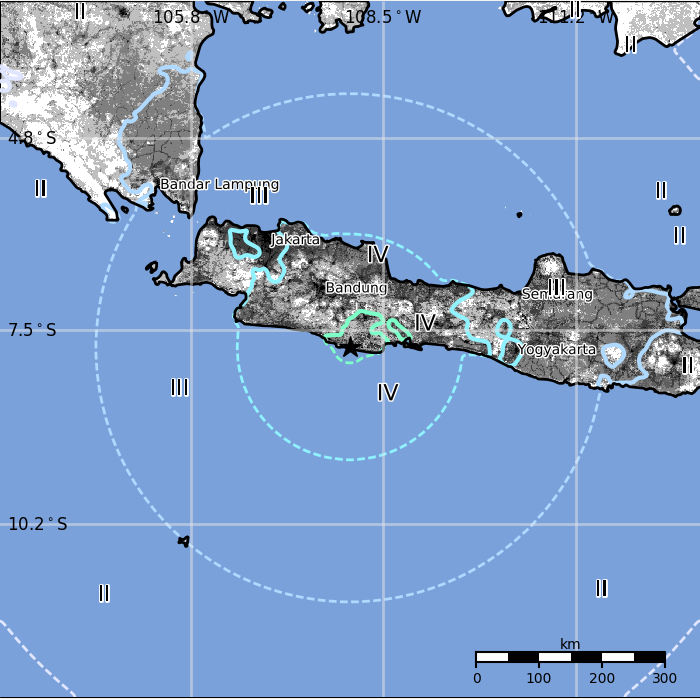
美国地质调查局发布的2017年西爪哇地震等烈度线图。

中国地震台网测定本次地震的规模为面波震级6.7级，震源深度100千米。印度尼西亚气象、气候和地球物理局认定本次地震的震级为7.3级。美国地质调查局测定本次地震的规模为矩震级6.9级，体波震级6.6级，震源深度91.9千米，并测算该次地震的最大烈度为麦加利地震烈度6(VI)度。但美国地质调查局随后将地震规模修订为矩震级6.5级。美国地质调查局就本次地震进行的互联网地震强度调查则接到了最大烈度达麦加利地震烈度7(VII)度的震感感知报告。另据欧洲和地中海地震中心测定，本次地震规模为矩震级6.5级，震源深度112千米，震中附近最大烈度为欧洲宏观地震度量5(V)度。英国地质调查局表示，是次地震规模为矩震级6.5级，震源深度91千米。而德国地球科学研究中心则推定指，此次地震规模为矩震级6.5级，震源深度109千米。俄罗斯科学院地球物理研究所的69个地震台站记录到了这场地震，据该所推算称，是次地震的规模达体波震级6.7级，震源深度90千米，最大烈度至多可达梅德韋傑夫·史邦豪雅·卡尼克地震烈度表6.5度。
本次地震发生后的余震较频繁。欧洲和地中海地震中心与俄罗斯科学院都在12月16日凌晨观测到了多场余震，印尼地震监测部门记录到震中附近发生大小余震7次，其中最大余震震级为矩震级5.4级。

## 后续影响
印度尼西亚总统佐科·维多多对震区居民在此次地震中的避难行动表示赞赏。印度尼西亚铁路部门在地震发生后迅速派出技术团队对爪哇岛地区的铁路进行安全检查，有关铁路线在确认安全后恢复正常运行。西爪哇省教育部门表示，将启用当地的教育基金修复受损较轻的学校建筑，严重受损的学校将由印尼中央政府拨款修复。
印尼国家救灾总署署长威廉姆表示，在此次地震之后，潜在的灾难威胁尚未解除。他要求居民们仍不能放松警惕，及时准备以应对随后可能出现的次生灾害。他指出，在印尼的雨季时节，各地方政府、灾害预防部门及民众必须提高警惕。
印尼国家救灾总署在对此次地震灾害的处置情况进行检讨时表示，2004年印度洋大海啸发生以来印尼政府在周边海域安放的22个海啸探测器已不能发挥任何作用。其原因在于监测设备腐蚀生锈、当局缺乏财力维护以及浮标遭到人为破坏等。正因如此，印尼政府只能依靠5个探测器进行海啸波监测工作。印尼政府表示如果这一情况不能得到改善，印尼在地震海啸领域的应急响应工作的需要将难以得到满足。